# Anna-Karin Jiveby
Anna-Karin Elisabeth Jiveby, född 19 mars 1981 i Tibro, är en svensk tidigare handbollsspelare, som spelade i elitserielaget Skövde HF. Hon spelade mittnia.

## Klubbkarriär
Jivebys moderklubb var Tibro HK. Hon kom sedan till elitklubben Skövde HF. Det är osäkert vilket år hon anslöt till klubben men senast inför säsongen 2002-2003. Hon var inte med i Skövdes damjuniorer som tog USM-guld 2000. Moderklubben Tibro HK var också med i SM-slutspelet om juniortiteln år 2000.
I fjärde avgörande SM-semifinalen 2005 mot IK Sävehof (Skövde HF vann semifinalen med 3-1 i matcher) blev Anna Karin Jiveby utsedd till Skövdes bästa spelare. Sedan förlorade Skövde mot Skuru IK i finalen Globen. Jiveby blev korsbandskadad den 18 februari 2006 mot Irsta men gjorde comeback redan i april samma år, i semifinal mot Skuru. Sedan spelade hon SM-final den 6 maj mot Sävehof utan korsband. Hon deltog i sex raka SM-finaler med Skövde. Jiveby vann ett SM-guld 2008 enligt nedan men varken i handbollsboken eller i Aftonbladets artikel om guldfinalen finns hon med i Skövdes guldlag.

## Landslagskarriär
Landslagskarriären inleddes med 48 ungdomslandskamper med 112 gjorda mål. Det visar att Jiveby var en av de viktigare spelarna i ungdomslandslaget. Hon spelade 1999 och 2000 ungdoms-EM i Tyskland och Frankrike, och UVM 2001 i Ungern. I båda EM-mästerskapen kom Sverige på fjärde plats, alltså precis utanför medaljerna. I VM blev man åtta.
På seniornivå blev det bara en enda landskamp för Anna-Karin Jiveby. Det var i Landskrona mot Angola den 26 november 2005. Matchen slutade 22-22 och Anna Karin Jiveby blev tremålsskytt. Sedan gjorde skador att Jiveby aldrig fick en landslagskarriär.